# Corona (Nuevo México)
Corona es una villa ubicada en el condado de Lincoln en el estado estadounidense de Nuevo México. En el Censo de 2010 tenía una población de 172 habitantes y una densidad poblacional de 63,98 personas por km².
Corona es la población más cercana al sitio en que se supone se estrelló un OVNI en el año 1947, a unos 48  km al sureste. Los campesinos encontraron el sitio de aterrizaje fueron hasta Corona a reportar el suceso antes de ir hasta Roswell a denunciar el suceso ante las autoridades oficiales. Es más conocido como el incidente OVNI de Roswell.
En el año 2004, Corona fue afectado por un incendio forestal que afectó unos 16 km².

## Geografía
Corona se encuentra ubicada en las coordenadas 34°14′0″N 105°35′50″O / 34.23333, -105.59722. Según la Oficina del Censo de los Estados Unidos, Corona tiene una superficie total de 2.69 km², de la cual 2.69 km² corresponden a tierra firme y (0%) 0 km² es agua.

## Demografía
Según el censo de 2010, había 172 personas residiendo en Corona. La densidad de población era de 63,98 hab./km². De los 172 habitantes, Corona estaba compuesto por el 92.44% blancos, el 0% eran afroamericanos, el 0.58% eran amerindios, el 0% eran asiáticos, el 0% eran isleños del Pacífico, el 2.33% eran de otras razas y el 4.65% pertenecían a dos o más razas. Del total de la población el 26.74% eran hispanos o latinos de cualquier raza.